# La Hardiesse
Pour plus de détails, voir Fiche technique et Distribution.
La Hardiesse (en russe : Дерзость, Derzost) est un film de guerre soviétique en noir et blanc sorti en 1971. C'est l'adaptation de la nouvelle éponyme de Vassili Zemliak (ru) réalisée par Gueorgui Jungwald-Khilkevitch au Studio d'Odessa.

## Synopsis
Lors de la Seconde Guerre mondiale, trois prisonniers s'échappent du chantier de construction dirigé par les Allemands près de Vinnytsia. L'un des évadés se fait tuer dans la poursuite, mais deux autres réussissent à se cacher. Ils font une halte dans une gare abandonnée. Un train passe sans s'arrêter et depuis l'une des fenêtres, Adolf Hitler en personne leur fait signe de la main. Ils comprennent aussitôt que le bunker qu'ils étaient en train de construire lui était destiné. L'un d'eux, le lieutenant-colonel Andreï Klimenko, se rend dans la localité où habite la sœur de son camarade tué, Nonna, qui lui procure les faux-papiers au nom de Herr Makedon et aide à s'y installer en tant qu'homme à tout faire. Désormais, il va traquer Hitler, déjouant de nombreux pièges, perdant les amis, jusqu'à s'introduire dans le quartier général du chef des Allemands, le Werwolf.

## Fiche technique
- Pays d'origine :  Union soviétique

## Distribution
- Nikolaï Olialine : Andreï Klimenko
- Vladimir Gouliaev : Nikolaï Belouss
- Boris Seidenberg (ru) : Joseph Vochaglik
- Vladimir Balon : Auguste Vincent
- Youri Doubrovine (ru) : Stepan Ogurechnikov
- Fiodor Odinokov (ru) : Maxime
- Aleksandre Sousnine (ru) : Trochka
- Stanislav Stankevitch (ru) : Adolf Hitler
- Piotr Veksliarov (ru) : aiguilleur
- Alim Fedorinski (ru) : capitaine Panzer
- Lev Perfilov : garde (n'apparait pas dans les titres)
- Valentina Grichokina : Nonna
- Tatiana Tchernova : Clara Fost
- Grigori Mikhaïlov : Sergueï Fiodorovitch
- Viatcheslav Vinnik : Sergueïev
- Boris Molodan : Gelen
- Viatcheslav Gostinski : officier allemand
- Valentin Koulik : officier allemand
- Ivan Matveïev : otage
- Natalia Bouïko : Natacha